# Lilia Dale
Lilia Dale, pseudonimo di Koralin Hand (Pola, 18 luglio 1919 – Padova, 3 dicembre 1991), è stata un'attrice italiana.

## Biografia
È stata un'attrice attiva tra il 1937 e 1940.
In alcuni film usa anche gli pseudonimi di Adonella e Lily Hand.
Nata a Pola poco dopo l'annessione all'Italia da padre di origine austriaca, esordisce sullo schermo nel film Il signor Max di Mario Camerini del 1937.
Dopo il 1940 sparisce dagli schermi senza dare più notizia di sé.
Muore a Padova, all'età di 72 anni.

## Filmografia parziale
- Il signor Max, regia di Mario Camerini (1937)
- Eravamo 7 sorelle, regia di Nunzio Malasomma (1937)
- Nonna Felicita, regia di Mario Mattoli (1938)
- Animali pazzi, regia di Carlo Ludovico Bragaglia (1939)
- Chi sei tu?, regia di Gino Valori (1939)
- Il ladro, regia di Anton Germano Rossi (1939)
- Manon Lescaut, regia di Carmine Gallone (1940)
- Amiamoci così, regia di Giorgio Simonelli (1940)
- Taverna rossa, regia di Max Neufeld (1940)